# McLeod (Montana)
McLeod ist ein kleiner Ort im mittleren Süden im Sweet Grass County im US-Bundesstaat Montana. Er liegt im Boulder Valley auf einer Höhe von etwa 1462 m, nördlich des Yellowstone-Nationalparks in der Nähe des Highway 298 und südwestlich des nächsten größeren Ortes Big Timber. Gegründet wurde der Ort 1882 durch die erste permanente Ansiedlung durch W. F. McLeod, der Ort lebt neben der Rinder- und Pferdezucht im Wesentlichen von der umgebenden Natur. Die Gegend gilt als dünn besiedelt.
Touristisch ist er Ausgangspunkt für Angler und Rafter am sie umfließenden Boulder River und für Camper, Wanderer, Reiter und Jäger durch den ursprünglichen umliegenden Wald und die beeindruckende Gebirgsformation.
Die um McLeod angesiedelten Ranches der Montana Dude Ranchers Association bieten ihren Feriengästen ortstypische Aktivitäten an.